# Гірнича промисловість Болгарії
Гірнича промисловість Болгарії

## Загальна інформація

### Динаміка виробництва металів та видобутку мінералів в Болгарії на межі ХХ-XXIст., тис.т.
Домінуючими в кінці XX ст. є: паливно-енергетична пр-сть, кольорова металургія, залізорудна промисловість, видобуток нерудних корисних копалин, облицювального каменю та ін. У 1994 в Болгарії добувалося 29 тис. т антрациту, 268 тис. т залізняку, 36 тис. т сирої нафти і 7,6 млн м³ природного газу. Частка гірничої промисловості у ВВП в 1998-99 рр. становила 3,1 %. В ній зайнято 47940 чол. Початок XXI ст. — критичний час для болгарської гірничої галузі. Багато підприємств галузі приватизовано, але їх робота ще не є ефективною в умовах ринкової економіки, загальна стратегія розвитку гірничої промисловості в країні не розроблена.
| Продукт                                                                | 1999                       | 2000                       | 2001                       |
| Вугілля загалом - буре вугілля - лігніти - кам'яне вугілля - антрацити | 25 858 3 074 22 660 106 17 | 27 094 3 211 23 765 100 18 | 27 123 3 151 23 856 101 14 |
| Сира нафта                                                             | 38,7                       | 40,9                       | 32,0                       |
| Природний газ (тис.м³)                                                 | 26 900                     | 15 300                     | 22,2                       |
| Залізні руди                                                           | 699                        | 589                        | 464                        |
| Залізорудний концентрат                                                | 361                        | 304                        | 240                        |
| Марганцеві руди                                                        | 0                          | 0                          | 1 515                      |
| Марганцеві концентрати                                                 | 0                          | 0                          | 414                        |
| Сталь                                                                  | 1 889                      | 2 023                      | 1 942                      |
| Мідні руди                                                             | 22 346                     | 22 829                     | 24 878                     |
| Мідні концентрати (20 %)                                               | 484                        | 485                        | 488                        |
| Катодна мідь                                                           | 21,0                       | 32,4                       | 34,5                       |
| Золото, кг                                                             | 1 034                      | 868                        | 1 538                      |
| Срібло, кг                                                             | 58 726                     | 54 534                     | 56 806                     |
| Свинцево-цинкові руди                                                  | 604                        | 531                        | 662                        |
| Свинцевий концентрат (70 %)                                            | 20,0                       | 15,5                       | 26,4                       |
| Цинковий концентрат (52 %)                                             | 19,7                       | 15,0                       | 23,6                       |
| Свинець у всіх формах                                                  | 82                         | 84                         | 83                         |
| Цинк                                                                   | 84                         | 84                         | 88                         |
| Сирий каолін                                                           | 858                        | 1 011                      | 959                        |
| Силікатний пісок                                                       | 533                        | 690                        | 677                        |
| Бентонітова глина                                                      | 232                        | 296                        | 320                        |
| Глина для вогнетривкої цегли                                           | 47,6                       | 34,0                       | 37,4                       |
| Баритові руди                                                          | 1 124                      | 875                        | 825                        |
| Перліт                                                                 | 12,7                       | 16,7                       | 11,6                       |
| Пегматит                                                               | 28,3                       | 21,8                       | 22,5                       |
| Гіпс                                                                   | 149                        | 170                        | 167                        |
| Сіль                                                                   | 1 300                      | 1 700                      | 1 931                      |

## Окремі галузі

Видобуток та імпорт вугілля у країнах Європи

Вугілля. Динаміка видобутку вугілля: в 1976 — 26,6 млн т, 1989 — 34,3 млн т, 1995 — 31 млн т, 1999 — 31,7 млнт. Підземним способом добувається вугілля в Перникському, Західно-Маріцькому і Балканському районах. Вугілля добувають 5 компаніями на 7 кар'єрах і 3 шахтах. Головний район видобутку вугілля — «Маріца-Істок». У 1997 р. тут видобуто 27 млн т лігніту (92 % всього вугілля). Тут працює єдиний в Болгарії брикетний завод, що випускає 4 млн т лігніту і 1,05 млн т брикетів щорічно. Планується збільшення обсягів видобутку лігніту до 35 млн т до 2010 р. і 40 млн т до 2020 р. Буре вугілля видобувають на 5 підприємствах відкритим і підземним способом. У 1997 р. видобуто 2,6 млн т. У 2005 р. видобуток становитиме 2,65 млн т у зв'язку з виснаженням ресурсів. Вугілля з шахт «Пернік» і «Бобів поділ» збагачують у важких суспензіях. Коксівне вугілля добувають на підприємстві «Балканський басейн» і збагачують відсадкою. Запаси антрациту незначні, невелика кількість антрациту добувається біля Своге, передбачається закриття добувних шахт. Видобуток кам'яного вугілля — всього 0,12 млнт/рік (1999), на якому працює одна шахта.
Суттєвий вплив на роботу вугільної галузі здійснює процес приватизації копалень. Зокрема приватизовані лігнітові рудники Maritza-Iztok, які забезпечують 80 % національного виробництва бурого вугілля. Станом на 2002 р. 67 % акцій виробництва контролює німецька вугільновидобувна компанія RWE Rheinbraun і перспективи розвитку Maritza-Iztok не оголошені.
В кінці XX ст. частка вугілля в енергетичному балансі країни поступово меншала за рахунок використання ядерного палива і імпорту нафти, газу і вугілля.
Нафта. Промисловий видобуток нафти початий в 1954 р., природного газу — в 1965. В 1990-х рр. розроблялося близько 10 родовищ. Видобуток нафти проводиться як фонтанним, так і механізованим способом. Але власні родовища нафти в Болгарії не мають важливого промислового значення. Сира нафта головним чином імпортується з країн ОПЕК і країн СНД; вона переробляється на нафтохімічному заводі біля Бургаса, на якому виробляють близько 100 видів хімічної продукції.
Природний газ. Видобуток та споживання природного газу в Болгарії у 1999 відповідно склав: 0,04 та 3,5 млрд м³. Практично весь газ (99 % в 2000 р) імпортувався з Росії. Прогноз споживання газу в Болгарії на 2005 р. — 6,5 млрд м³. До 2006 р. монополістом у газовому секторі залишиться державна компанія Bulgargas. Особливе значення надається модернізації газової інфраструктури, передусім існуючих транзитних газопроводів, по яких російський газ поступає в Туреччину, Грецію і Македонію. Диверсифікацію постачання газу планується здійснювати шляхом імпорту газу як з Каспійського регіону через Туреччину, так і з родовищ Північного моря.
Дані про видобуток руд та виплавку металопродуктів подано в табл. 2.
Залізну руду добувають відкритим способом. Вона представлена трьома основними типами залізняків: бурим, шпатовим і червоним. Крім заліза, руда містить значну кількість важкого шпату, марганцю, олова, міді, срібла та ін., тому погано збагачується (використовується поліградієнтна сепарація). Планується випуск концентрату до 300–350 тис. т.
Марганцеву руду в кінці XX ст. добували на родовищі Оброчиште (Obrochishte) із запасами в 895,5 млн т, включаючи 125,5 млн т промислових руд. Це одне з найбільших родовищ марганцю в Європі. Через складну структуру видобуток становив лише 400 тис. т руди на рік із вмістом Mn 27,5 %.
Протягом 1999–2002 років компанія Evromangan Ltd, власник марганцевого рудника Оброчиште, зупинила все виробництво, ведуться пошуки шляхів відновлення видобутку.
Розвиток кольорової металургії Болгарії зумовлений ключовою роллю в експорті її продукції в країни Східної Європи. Основні підприємства розташовані в Кирджалі, Средногор'ї, Елісейні і Пловдіві.
На родовищах Елаціте та Асарел в кінці XX ст. добували по 11–12 млн т мідної руди на рік. Руду з кар'єру «Елаціте» збагачують флотацією, концентрат містить 21–22 % міді при вилученні 86 %. У руді також є золото (0,256 г/т) і срібло (1,05 г/т). На кар'єрі «Асарел» добувають мідно-піритову руду із вмістом міді 0,47 %. Для видалення глини з руди застосовується її попередня промивка, далі — флотація. Концентрат містить 24–26 % міді при вилученні 85 %. «Челопеч» (Chelopech) — підземний рудник продуктивністю по руді 650 тис. т/рік на схід від Софії.
Видобуток золота на початку XXI ст. здійснюють ряд компаній: Gorubso-Kurdjali JSC, Dragon Capital Corp. (регіон Kurdjali), Navan Mining (власник і оператор мідно-золотодобувного комплексу «Челопеч») та інші. Компанія Navan Mining поглибила рудник нижче 400 м, щоб мати доступ для руди з високим вмістом корисних копалин і планує щорічне виробництво 60 000 унцій золота і 10 000 т міді. В першій половині 2001 вироблено 25 748 унцій золота, 58 193 унцій срібла і 4 755 т міді.
Руди свинцю і цинку. До 1994 р. на 23 рудниках і 4 флотаційних фабриках щорічно добувалося і перероблялося 3–3,2 млн т таких руд. Концентрати містять: свинцевий (70 % Pb), цинковий (50 % Zn). Вилучення металу високе: 90–92 % Pb і 85 % Zn. На межі ХХ-XXI ст. всі рудники, на яких вміст біметалу (Pb + Zn) в руді менше 6–7 %, законсервовані, внаслідок чого потенціал країни по видобутку цих руд знизився на 40–50 %.
Два свинцево-цинкові болгарські продуценти Gorubso-Madan JSC і продуцент мідної руди Rudozem на початку XXI ст. викуплені російським консорціумом Rhodopes Investment Gorubso JSC та болгарською компанією Minstroi-Rhodopes JSC.
Уранова руда в кінці XX ст. добувається в Софійської області і в Средна-Гора. Вольфрамова і бісмутова руда добувається в Родопах. При видобутку урану існують проблеми дотримання міжнародних стандартів захисту довкілля.
Індустріальна сировина. Видобувається і переробляється каолін, кварцово-шпатові, кварцові та інші піски, бентоніт, перліт, цеоліти, вогнетривкі глини, крейда, азбест, пегматит, доломіт, флюорит, мармур і мармуровий порошок, морська сіль, магнезієва альба, барит, гіпс, вапняк. Працює багато державних і приватних кар'єрів по видобутку інертних будматеріалів.
Видобуток нерудних матеріалів у Болгарії в 1999 р (тис.т): бентоніт — 232, каолін — 110, перліт — 13, важкий шпат — 120, кам'яна сіль — 1300.
Видобуток і обробка природного каменя в кінці XX ст. здійснювалася 14 державними і деякими приватними компаніями. У 1997 р. видобуто близько 60 тис. м³ блоків і вироблено 718 тис. м² різних плит. Очікується, що за період 2010–2015 рр. буде видобуто 100–120 тис. м³ блоків і вироблено 1,2 млн м² плит. Сектор облицювальних матеріалів у 2002 р практично весь приватизовано.

## Наукові установи
Див. Гірнича наука, освіта та преса Болгарії